# Laser tag

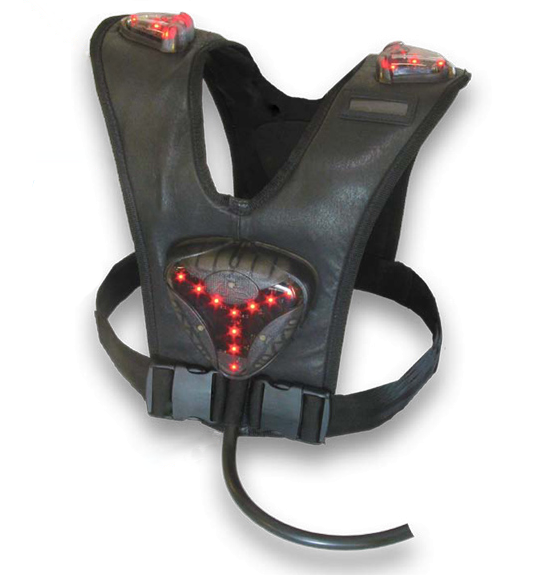
Colete do laser tag com sensor infravermelho e luzes LED

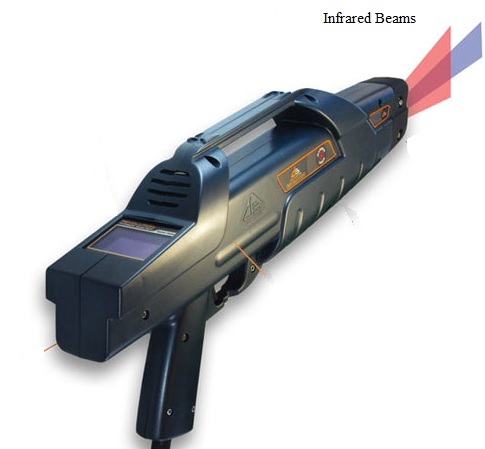
Pistola do laser tag

Laser tag é um esporte de tiro recreativo em que os participantes usam pistolas de luz emissora de infravermelho para pegar alvos designados. Dispositivos de sinalização sensíveis ao infravermelho são comumente usados por cada jogador para registrar acertos e às vezes são integrados na arena em que o jogo é jogado.
Desde seu nascimento em 1979, com o lançamento do brinquedo Star Trek Electronic Phasers fabricado pela marca South Bend Electronics de Milton Bradley, o laser tag evoluiu para estilos de jogo internos e externos e pode incluir simulações de combate corpo a corpo, estilo de aventuras RPG, ou eventos esportivos competitivos, incluindo configurações táticas e objetivos do jogo precisas. O laser tag é popular em uma ampla gama de idades.

## História
No final dos anos 1970 e início dos anos 1980, o Exército dos Estados Unidos implantou um sistema usando feixes infravermelhos para o treinamento de combate. O sistema MILES funciona como laser tag em que os feixes são "disparados" em receptores que marcam acertos. Sistemas semelhantes são agora fabricados por várias empresas e usados por várias forças armadas em todo o mundo.
O primeiro brinquedo conhecido por usar a luz infravermelha e um sensor correspondente foi fabricado e comercializado em 1979 como Star Trek Electronic Phaser Guns, definido para acompanhar o lançamento de Star Trek: The Motion Picture.
Em 1982, George Carter III iniciou o processo de concepção de um sistema baseado em arena para jogar uma versão pontuada do jogo, uma possibilidade que inicialmente ocorreu a ele em 1977 enquanto assistia ao filme Star Wars. A grande inauguração do primeiro centro Photon foi em Dallas, Texas, em 28 de março de 1984. Carter foi homenageado pela International Laser Tag Association em 17 de novembro de 2005 por sua contribuição para a indústria de laser tag. O prêmio tem a legenda "Concedido a George A. Carter III em reconhecimento por ser o inventor e fundador da indústria de laser tag".
Em 1986, os primeiros brinquedos Photon chegaram ao mercado, quase simultaneamente com os brinquedos Lazer Tag, de Worlds of Wonder e vários outros brinquedos similares baseados em luz infravermelha e visível. Worlds of Wonder fechou as portas por volta de 1988, e Photon logo em seguida em 1989, quando a moda dos jogos foi passando. Hoje existem arenas de laser tag em todo o mundo com vários nomes e marcas, bem como uma grande variedade de equipamentos de consumo para jogos domésticos e equipamentos de nível profissional para arenas de laser tag ao ar livre e empresas.
Em 2010, um artigo alegou que Lee Weinstein desenvolveu e abriu a primeira instalação comercial de laser tag. Em junho de 2011, a ILTA publicou os resultados de uma solicitação de registro público da cidade de Houston, mostrando que a data de abertura da "Star Laser Force" de Weinstein foi 16 de abril de 1985.